# Uffie

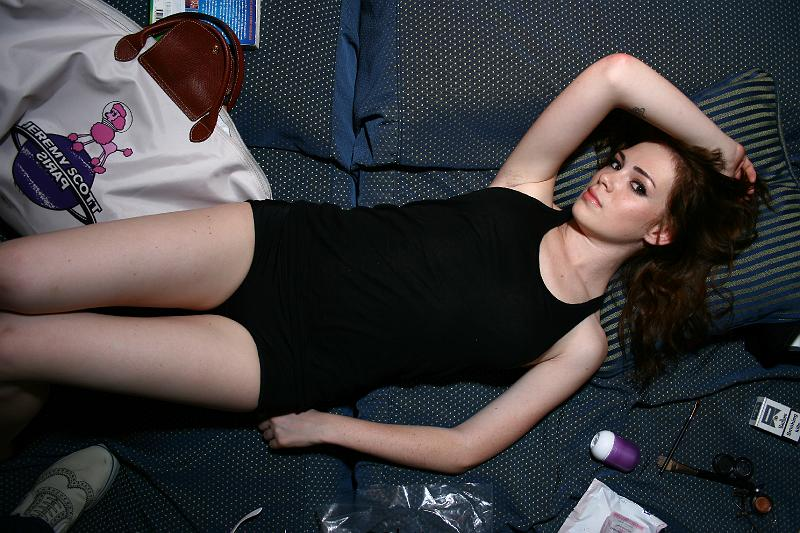
Uffie 2007

Uffie (* 9. Dezember 1987 in Miami, Florida; mit bürgerlichen Namen Anna-Catherine Hartley) ist eine US-amerikanische Sängerin und Rapperin, die im Bereich der elektronischen Musik tätig ist. Sie veröffentlicht auf dem Pariser Elektrolabel Ed Banger Records.

## Leben und Karriere

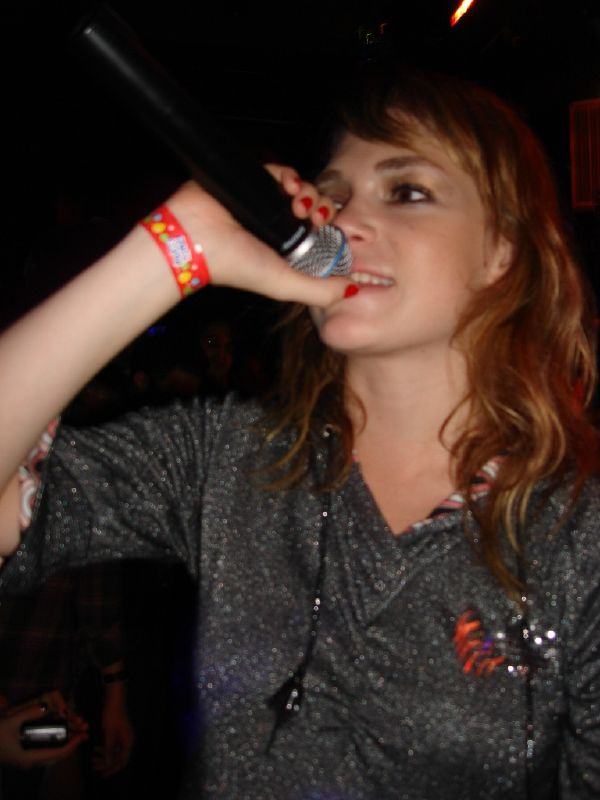
Uffie in New York, 2006

Anna-Catherine Hartley wurde am 9. Dezember 1987 in Miami, Florida, USA als Tochter einer japanischen Mutter und eines englischen Vaters geboren. Mit vier Jahren zog sie wegen der Arbeit ihres Vaters nach Hongkong. Später kam sie allerdings wieder zurück nach Florida und besuchte dort die High School. Mit 15 Jahren kam sie in den Ferien nach Paris, um ihren Vater zu besuchen, der dort beruflich tätig war. Da sie nach eigener Aussage die USA nicht sehr mochte, entschied sie sich, nicht nach Hause zurückzufliegen. So zog sie um nach Paris und beendete dort die Schule an der International School of Paris.
Laut A.C. Hartley stammt der Künstlername Uffie von ihrem Vater, dieser stehe für die Verbindung aus dem französischen Wort „Oeuf“ (Ei) und dem englischen Wort „enough“ (genug).
In Paris organisierte sie eine Modenschau und die anschließende Party für Lee Cooper. Für diese Party buchte sie den französischen Musiker Feadz. DJ Feadz führte sie in die lokale Musikszene ein und so kamen beide sich näher, sodass sie von 2005 bis 2008 ein Paar waren. Mit dieser Unterstützung begann sie selbst Musik zu machen, sodass Ende 2005 auch Uffies MySpace-Seite online gehen konnte, um ihre Musik zu veröffentlichen. Uffie war zu dieser Zeit an der Ecole de Mode Internationale im Studiengang Modedesign eingeschrieben und musste sich nun für die Musik oder ihr Studium entscheiden. Sie entschied sich für die Musik, da man so eine Gelegenheit nur einmal im Leben habe.
Ihre erste Single Pop the Glock war zunächst eine limitierte Promo-Veröffentlichung bei Arcade Mode (Januar 2006), wurde dann aber vom französischen Electrolabel Ed Banger Records veröffentlicht. Pop the Glock wurde von ihrem Freund DJ Feadz produziert, die B-Seite der Single Ready to Uff vom Labelkollegen Mr. Oizo. Die beiden folgenden Lieder Hot Chick und In Charge erschienen im Juli 2006 zuerst in Audioblogs, kurz darauf auf ihrer MySpace-Seite. Später wurden sie offiziell von ihrem Label Ed Banger Records herausgebracht.
In 2007 arbeitet Uffie mit ihren Labelkollegen Justice von Ed Banger Records an dem Song „TThhEe PPaARRtTYY“ dieser erschien im Laufe des Jahres auf dem International erfolgreichen Album „Cross“
Im März 2007 erschien ein neues Lied Dismissed, welches allerdings nur auf Ed Rec Vol. 2, einer Compilation ihres Labels zu finden war. Am 19. Juni erschienen First Love zusammen mit der B-Seite Brand New Car auf MySpace.
Ihre nächste Single Steroids kam im Dezember 2008 heraus und wurde ebenfalls von Mr. Oizo produziert.
Im Herbst 2009 wurde ihre Karriere dann forciert. Zuerst wurde ihr erstes Musikvideo zu ihrer Debütsingle Pop the Glock produziert. Die Single wurde offiziell wiederveröffentlicht und erreichte diesmal in Frankreich Platz 89. Am 1. Februar 2010 erschien dann die von Mr. Oizo produzierte Single MC's Can Kiss, die erste Single aus dem am 5. Juni 2010 veröffentlichten Album Sex Dreams and Denim Jeans. An dem Album haben neben Mr. Oizo auch Madonna-Produzent Mirwais und DJ Feadz mitgewirkt. Sex, Dreams and Denim Jeans erreichte Platz 35 in der Liste der 50 besten Alben 2010 auf der Musikwebsite Drowned in Sound, das Album wurde außerdem im selben Jahr für den französischen Musikpreis Victoires de la musique für das beste elektronische Album nominiert.
Am 15. April 2010 debütierte ihr Song „Add SUV“ bei BBC Radio 1 mit dem Featuregast Pharrell Williams. Die Single Add SUV erreichte Platz 31 in den Uk-single Charts. Darüber hinaus verkündete sie im selben Jahr eine Partnerschaft mit dem Modelabel Diesel, in der sie eine 12-teilige Kollektion im Leder- und Jeansdesign herausbrachte.

## Musik
Uffies Musik ist eine Mischung aus Elektropop, Minimal Electro, Dance und Rap. Dabei liegt der Schwerpunkt aber in den elektronisch klingenden Rhythmen, sowie der teils elektronisch veränderten Stimme Uffies, obwohl die Beats auch starken Hip-Hop-Charakter haben. Das FACT-Magazine beschrieb ihre Musik so: „Her tracks, often performed in a wannabe English accent, have a deliberately staid anti-flow delivery that walks a fine line between electro and nu-skool rap.“ („Ihre Lieder, oft mit einem Möchtegern-Englisch-Akzent vorgetragen, besitzen einen bewusst bedächtigen Anti-Flow, der den schmalen Grat zwischen Electro und Nu-School Rap geht.“)
In 2016 begann sie nach längerer musikalischer Pause die Arbeit mit den Musikern Mat Bastard and Nathaniel Hoho an einer neuen Ep in Los Angeles. Uffie kollaborierte außerdem im Jahr 2017 mit der Hyperpop- und Rap-Künstlerin Charli XCX auf ihrem Mixtape Number 1 Angel.
In ihren neuen Werken bleibt Uffie ihrem Electrorap-Flow und der bearbeiteten Stimme treu, die Produktion für das Album Tokyo Love Hotel, das im Jahr 2019 erschien, versucht eine Brücke zwischen Uffies bewährtem Sound und dem Subgenre Hyperpop zu schlagen.
2019 erschien die Single „FroYo for your tears“, in der sie Elemente von Electro, Trap und Hyperpop verbindet.

## Diskografie

### Alben
- Sex Dreams and Denim Jeans (14. Juni 2010),[10] Ed Banger Records
- Tokyo Love Hotel (22. Februar 2019)

### Singles und EPs
- Hot Chick/In Charge (2006), Ed Banger Records
- Pop the Glock/Ready to Uff (2006), Ed Banger Records
- F1rst Love/Brand New Car (2007), Ed Banger Records
- Dismissed (2007)
- Robot Oeuf (2008)
- MC’s Can Kiss (2010), Ed Banger Records
- ADD SUV feat. Pharrell Williams (2010), Ed Banger Records / Because Music
- Difficult (2010), Ed Banger Records / Because Music
- Illusion Of Love (Fred Falke Remix) (2018) Ed Banger Records / Because Music
- Wordy Rappinghood (2011), Ed Banger Records / Because Music
- Drugs (2018)
- Your Hood (2018)
- Sideways (2018)
- Papercuts (2018)

### Gastauftritte
- HalfAnEdit von Mr. Oizo, auf Nazis (Mai 2006)
- Tthhee Ppaarrttyy von Justice, auf dem Album † (Cross) (Juni 2007)
- Fais Rentrer Les Euros (Audioporno Remix Feat. Uffie & Feadz) von M.I.T.C.H. (Oktober 2007)
- Low Life (LA Riots Remix) von Steve Aoki
- Steroids von Mr. Oizo, auf Lambs Anger (2008)
- Spaceship von Galantis (2018)

### Samplerbeiträge
- Pop The Glock auf Ed Rec Vol. 1 (März 2006)
- Dismissed auf Ed Rec Vol. 2 (März 2007)
- Robot Oeuf auf Ed Rec Vol. 3 (Mai 2008)

### Interviews
- Interview (Juni, 2006)
- Interview bei Bigstereo (August, 2006)